# Marduk
Marduk е шведска блек метъл група от Норкьопинг, формирана през 1990 г. Носи името на вавилонския бог Мардук.

## История

### 1990–1994
Групата е създадена през 1990 г. от китариста Морган „Ивъл“ Хякансон под името God. През септември същата година, към състава се присъединява Йоаким Гьотберг, известен под псевдонима Аф Гравф. През 1991 г. излиза първото демо на групата, с богохулното название Fuck Me Jesus. То е разпространено в 1000 бройки. Групата понася множество критики. В неговите записи участват още Рикард Калм – бас и Андреас Акселсон – вокали. През 1992 г. групата подписва с лейбъла No Fashion Records и в края на годината излиза дебютния им албум Dark Endless. По това време в групата идва нов басист – Роджър „Боги“ Свенсон, както и втори китарист – Магнъс „Диво“ Андерсон. Албумът се счита за добър, въпреки че почти не се промотира. Това води до сделка с лейбъла Osmose Productions. Отново настъпват промени в състава на групата, като Йоаким Гьотберг вече е вокалист.
През 1993 г. излиза вторият студиен албум Those of the Unlight. Той получава много високи оценки и в края на годината, групата е на турне из Швеция. В началото на 1994 г. започва работа по нов албум, като през лятото групата е на съвместно европейско турне с Immortal. По това време излиза и Opus Nocturne.

### 1995–2003
През 1995 г. групата претърпява проблеми с лейбъла и състава си. На мястото на напусналия Гьотберг идва Ерик „Легиън“ Хагщедт, с който на другата година е издаден Heaven Shall Burn... When We Are Gathered. Той се отличава с по-голяма скорост и старание от новия вокал. В същата година излиза и EP-то Glorification, което съдържа кавъри на Destruction, Piledriver и Bathory. През 1997 г. групата има множество участия, предимно в Европа, което води до записване на първи концертен албум – Live in Germania. През май 1998 г. излиза Nightwing, отличаващ се с бавни и бързи песни. Само година по-късно излиза и Panzer Division Marduk. По време на турнето The World Panzer Battle Tour във Франция, е записан още един концертен албум, който излиза през 2000 г. – Infernal Eternal. През 2001 г. излиза седмият албум на групата La Grande Danse Macabre. Барабаниста Фредрик „Фродинг“ Андерсон е заменен от Емил Драгутинович през 2002 г. През 2003 г. излиза World Funeral, който е последния албум с Ерик „Легиън“ Хагщедт и Роджър „Боги“ Свенсон.

### 2004–настояще
През 2004 г. вокалист на групата става Даниел „Мортус“ Ростен, както и се завръща бившия китарист и вече басист Магнъс Андерсон. Marduk вече записва албумите си в неговото студио Endarker Studio. Plague Angel е издаден през ноември 2004 г. Той е последван от концертния Warschau (2005). Rom 5:12, излязъл през 2007 г. носи значението послание към римляните, глава 5, стих 12. През 2009 г. излиза Wormwood, който е оценен високо от критиката. През 2012 г. вместо първоаприлска шега, Sweden Rock Magazine пуска песента Souls for Belial, която е последвана от тринадесети албум – Serpent Sermon. През януари 2015 г. излиза албума Frontschwein, който е посветен изцяло на втората световна война.

## Текстове
Тематиката на албума Nightwing от 1998 г. е кръв, а самият албум е концептуален и разказва за историята на Влад Цепеш, владетел на Влахия, известен като граф Дракула, който се противопоставя на османските нашественици в Европа.
Темата Втора световна война и Трети Райх преобладават в Panzer Division Marduk (1999), Iron Dawn (2011) (EP) и Frontschwein (2015). Интересът към тях идва от феновете на Marduk, а групата прави все повече песни, засягащи истински човешки истории от тези времена. Например The Hangman of Prague, която е за Райнхард Хайдрих и инвазията в Чехословакия. Night of the Long Knives се отнася за нощта на дългите ножове. Самите Marduk не одобряват и отричат хвалебствията и критиките към себе си, че принадлежат към нацистката идеология и термина национал-социалистически блек метъл.

## Скандали
Множество проблеми сполитат групата с издаването на CD-то с демо записа Fuck Me Jesus и за неговата скандална обложка. Дори в Германия много от разпространителите на музика отказват да издадат записа.

## Състав
| Сегашни членове - Морган „Ивъл“ Хякансон – китара (1990– ) - Магнъс „Диво“ Андерсон – бас (2004– ), китара (1992–1994) - Даниел „Мортус“ Ростен – вокали (2004– ) - Фредрик Уидигс – барабани (2013– ) |  | Предишни членове - Рикард Калм – бас (1990–1992) - Андреас Акселсон – вокали (1990–1993) - Йоаким Гьотберг – барабани (1990–1993), вокали (1993–1995) - Роджър „Боги“ Свенсон – бас (1992–2004) - Фредрик „Фродинг“ Андерсон – барабани (1993–2002) - Ким Осара – китара (1995–1996) - Ерик „Легиън“ Хагщедт – вокали (1995–2003) - Емил Драгутинович – барабани (2002–2006) - Ларс Бродесон – барабани (2006–2013) |

## Дискография
| - Dark Endless (1992) - Those of the Unlight (1993) - Opus Nocturne (1994) - Heaven Shall Burn... When We Are Gathered (1996) - Nightwing (1998) - Panzer Division Marduk (1999) - La Grande Danse Macabre (2001) - World Funeral (2003) - Plague Angel (2004) - Rom 5:12 (2007) - Wormwood (2009) - Serpent Sermon (2012) - Frontschwein (2015) - Viktoria (2018) - Memento Mori (2023) - Fuck Me Jesus (1991) - Glorification (1996) - Here's No Peace (1997) - Obedience (2000) - Deathmarch (2004) - Iron Dawn (2011) | - Blackcrowned (2002) - Live in Germania (1997) - Infernal Eternal (2000) - Warschau (2006) - Funeral Marches and Warsongs (2004) - Blackcrowned (2005) - Blood Puke Salvation (2006) - Slay the Nazarene (2002) - Hearse (2003) - Souls for Belial (2012) |